# Kocelovice
Kocelovice är en ort i Tjeckien.   Den ligger i regionen Södra Böhmen, i den centrala delen av landet, 80 km sydväst om huvudstaden Prag. Kocelovice ligger 476 meter över havet och antalet invånare är 184.
Terrängen runt Kocelovice är platt. Runt Kocelovice är det ganska tätbefolkat, med 72 invånare per kvadratkilometer. Närmaste större samhälle är Blatná, 5,9 km sydost om Kocelovice. Omgivningarna runt Kocelovice är en mosaik av jordbruksmark och naturlig växtlighet.